# Chevaliers de Longueuil
Pour les articles homonymes, voir Longueuil (homonymie).
Les Chevaliers de Longueuil sont un club de hockey sur glace de Longueuil au Québec qui évoluait dans la Ligue de hockey junior majeur du Québec.

## Historique
Le club est créé en 1982. En 1987, il devient les Tigres de Victoriaville après avoir participé à la Coupe Memorial.

## Statistiques
| No | Saison    | PJ | V  | D  | N | BP  | BC  | Pts | Classement         | Séries éliminatoires |
| -- | --------- | -- | -- | -- | - | --- | --- | --- | ------------------ | -------------------- |
| 1  | 1982-1983 | 70 | 37 | 29 | 4 | 349 | 333 | 78  | 3e division Lebel  | Finalistes           |
| 2  | 1983-1984 | 70 | 37 | 33 | 0 | 371 | 358 | 74  | 3e division Lebel  | Finalistes           |
| 3  | 1984-1985 | 68 | 21 | 45 | 2 | 294 | 361 | 52  | 5e division Lebel  | Non qualifiés        |
| 4  | 1985-1986 | 72 | 18 | 51 | 3 | 302 | 419 | 39  | 5e division Lebel  | Non qualifiés        |
| 5  | 1986-1987 | 70 | 46 | 20 | 4 | 369 | 259 | 96  | 1er division Lebel | Vainqueurs           |